# BLUE WINGS
「BLUE WINGS」（ブルー ウイングス）は、TUBEの62枚目のシングル。2021年6月30日に発売。発売元はソニー・ミュージックアソシエイテッドレコーズ。

## 概要
- 前作「夏が来る!」から約3年ぶりとなるシングルで、表題曲では約5年半ぶりにタイアップがない。
- 表題曲は「青い翼に乗って、こんな時代を乗り越えようよ」という強いメッセージ性と軽快なポップさが共存したポジティブソングに仕上がっている。
- ジャケットを手掛けたのは、わたせせいぞう。2010年のシングル「空と海があるように」以来11年ぶりにTUBEの作品に描き下ろしで手掛けた。わたせがTUBEの作品を手掛けるのは、1986年リリース「BOY’S ON THE BEACH」から数えて6作品目となる[2]。
- 初回限定盤は7インチサイズ スペシャルパッケージ仕様となり、コンサートツアー「TUBE LIVE AROUND 2021 "BLUE WINGS"」の2021年5月15日に行った地元・厚木市文化会館公演から表題曲のライブ音源収録されるほか、わたせせいぞうが楽曲をもとに描き下ろしたマンガが付属された[3]。
- 通常盤には表題曲の4人が1人ずつリードボーカルを取った、表題曲のスタジオ録音音源が収録されている[4]。
- カップリングには味の素「クノール冷たい牛乳でつくるカップスープ」のCMソングに起用された、「スマイルフラワー」が収録されている。

## 収録曲
| 全作曲: 春畑道哉、全編曲: TUBE。 |                                            |           |            |      |
| #                                | タイトル                                   | 作詞      | 作曲・編曲 | 時間 |
| 1.                               | 「BLUE WINGS」                             | TUBE      | 春畑道哉   | 4:16 |
| 2.                               | 「スマイルフラワー」                       | 前田亘輝  | 春畑道哉   | 3:42 |
| 3.                               | 「BLUE WINGS (live take @厚木市文化会館)」 | TUBE      | 春畑道哉   | 5:33 |
| 4.                               | 「BLUE WINGS（Instrumental)」              |           | 春畑道哉   | 4:16 |
| 5.                               | 「スマイルフラワー（Instrumental)」        |           | 春畑道哉   | 3:37 |
| 合計時間:                        | 合計時間:                                  | 合計時間: | 21:24      |      |

| 全作曲: 春畑道哉、全編曲: TUBE。 |                                      |           |            |      |
| #                                | タイトル                             | 作詞      | 作曲・編曲 | 時間 |
| 1.                               | 「BLUE WINGS」                       | TUBE      | 春畑道哉   | 4:16 |
| 2.                               | 「スマイルフラワー」                 | 前田亘輝  | 春畑道哉   | 3:42 |
| 3.                               | 「BLUE WINGS (member's vocal take)」 | TUBE      | 春畑道哉   | 4:17 |
| 4.                               | 「BLUE WINGS（Instrumental)」        |           | 春畑道哉   | 4:16 |
| 5.                               | 「スマイルフラワー（Instrumental)」  |           | 春畑道哉   | 3:37 |
| 合計時間:                        | 合計時間:                            | 合計時間: | 20:08      |      |

## 収録アルバム
- All Singles TUBEst -White- (#1, #2、#2はノンストップMIXのショートサイズのみ)

## タイアップ
スマイルフラワー
- 味の素「クノール冷たい牛乳でつくるカップスープ」タイアップソング[5]